# Die grüne Hölle
Die grüne Hölle ist ein US-amerikanischer Abenteuerfilm aus dem Jahre 1939 von James Whale mit Douglas Fairbanks in der Hauptrolle. Der Film basiert auf einer Erzählung der Drehbuchautorin Frances Marion.

## Handlung
Keith Brandon leitet eine Expedition in den südamerikanischen Dschungel. Ziel der Expedition ist die Hebung eines Schatzes, der unter einer antiken Inkastadt vergraben sein soll. Zur Expedition gehören Hal Scott, David Richardson, Dr. Loren, Tex Morgan und Forrester. Gracco und Mala, zwei indianische Führer, leiten die Gruppe in den Dschungel am Amazonas. Man findet ein Tunnelsystem, das bis zu der verborgenen Stadt führt.
Als die Gruppe den Tunnel verlässt, wird sie von Indianern mit Pfeilen beschossen. Richardson wird von einem vergifteten Pfeil getroffen. Brandon schickt Bracco und dessen Helfer zurück, um ein Gegenmittel sowie Munition und Nahrung zu beschaffen. Grecco und seine Gruppe kehren mit Richardsons Frau Stephanie zurück. Grecco und seine Männer fliehen, Stephanie erreicht das Dschungelcamp alleine und erfährt, dass ihr Ehemann tot ist. Ihr Erscheinen sorgt für Spannungen im Camp; Forrester und Brandon versuchen, die Aufmerksamkeit der Witwe zu gewinnen.
Brandon will Stephanie aus dem Dschungel herausgeleiten. Am Abend vor der Abreise erfährt Stephanie, dass ihr Ehemann noch eine weitere Ehefrau hatte. Stephanie fühlt sich nun von allen Männern betrogen. Die Abreise wird durch einen Sturm verzögert. Die Männer versuchen, die Ausgrabungen zu schützen, entdecken dabei den Schatz. Man erfährt, dass auf dem Schatz ein Fluch liegen soll. Schon bald darauf greifen die eingeborenen Indianer wieder an. Bei dem Kampf sterben Graham und Forrester. Als die Überlebenden sich schon in ihr Schicksal ergeben wollen, greift Mala, der seinen Stamm zu Hilfe geholt hat, die Angreifer an und rettet somit die Überlebenden. Stephanie gesteht Brandon ihre Liebe zu ihm.

## Kritiken
Das Lexikon des internationalen Films über den Film: „Eine routinierte Häufung von Abenteuern vor exotischer Kulisse.“
Frank S. Nugent von der New York Times empfindet die Zusammenstellung der Schauspieler als einen Nachteil. Monotonie sei die beste Beschreibung für den „besten schlechtesten Film des Jahres“.

## Hintergrund
Der Film wurde am 26. Januar 1940 in den USA uraufgeführt. In Deutschland erschien er erstmals 1952 in den Kinos.
Die Ausstattung des Films besorgten Art-Director Jack Otterson und Set-Dekorator Russell A. Gausman. Für die Kostüme war Irene Lentz zuständig. Musikalischer Direktor war Charles Previn.
Für Regisseur Whale war es die vorletzte Arbeit an einem abendfüllenden Spielfilm und seine letzte Arbeit für die Produktionsgesellschaft Universal Pictures.